# Élection partielle de Wythenshawe and Sale East de 2014
L'élection partielle de Wythenshawe and Sale East de 2014 (en anglais : 2014 Wythenshawe and Sale East by-election) a lieu le 13 février 2014 dans la circonscription de Wythenshawe and Sale East à la suite du décès du député travailliste Paul Goggins.
L'élection est remportée par le travailliste Mike Kane avec 55,3 % des voix, un score plus élevé qu'aux élections précédentes de 2010. Le Parti pour l'indépendance du Royaume-Uni (UKIP) augmente très largement son résultat (en atteignant 18,0 %) et relègue le Parti conservateur en troisième position (14,5 % des voix, soit une perte de 11,0 %). Le taux de participation s'élève à 28,2 %, contre 54,3 % aux élections générales de 2010.

## Contexte
Le 30 décembre 2013, Goggins fait une chute lors d'une course à pied et est opéré en urgence. Il succombe à une hémorragie cérébrale le 7 janvier 2014 dans un hôpital de Salford, dans le Grand Manchester,.